# Il giardino incantato (film 1918)
Il giardino incantato è un film muto italiano del 1918 diretto da Eugenio Perego.